# Pescăruș cu coadă neagră
Pescărușul cu coadă neagră (Larus crassirostris) este o specie de pasăre de mare⁠(d) din familia Laridae. Are nevoie de patru ani pentru a ajunge în penajul de adult. După cum sugerează și numele său, are o coadă neagră.

## Distribuție și habitat
Specia este rezidentă pe coastele din Marea Chinei de Est, Japonia, Manciuria și Insulele Kurile. Este o specie rătăcitoare în Alaska și America de Nord și a fost descoperită în Filipine.

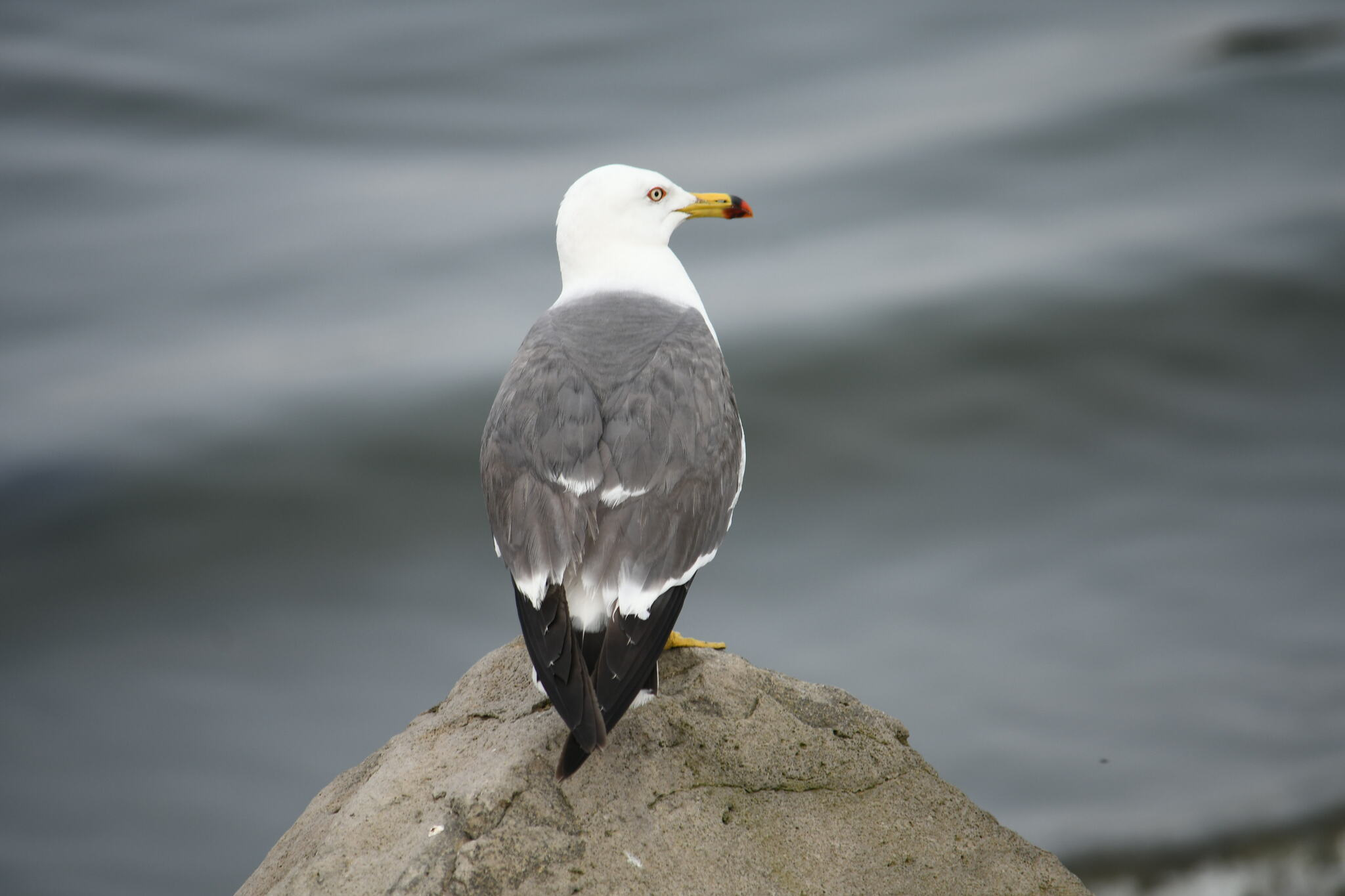
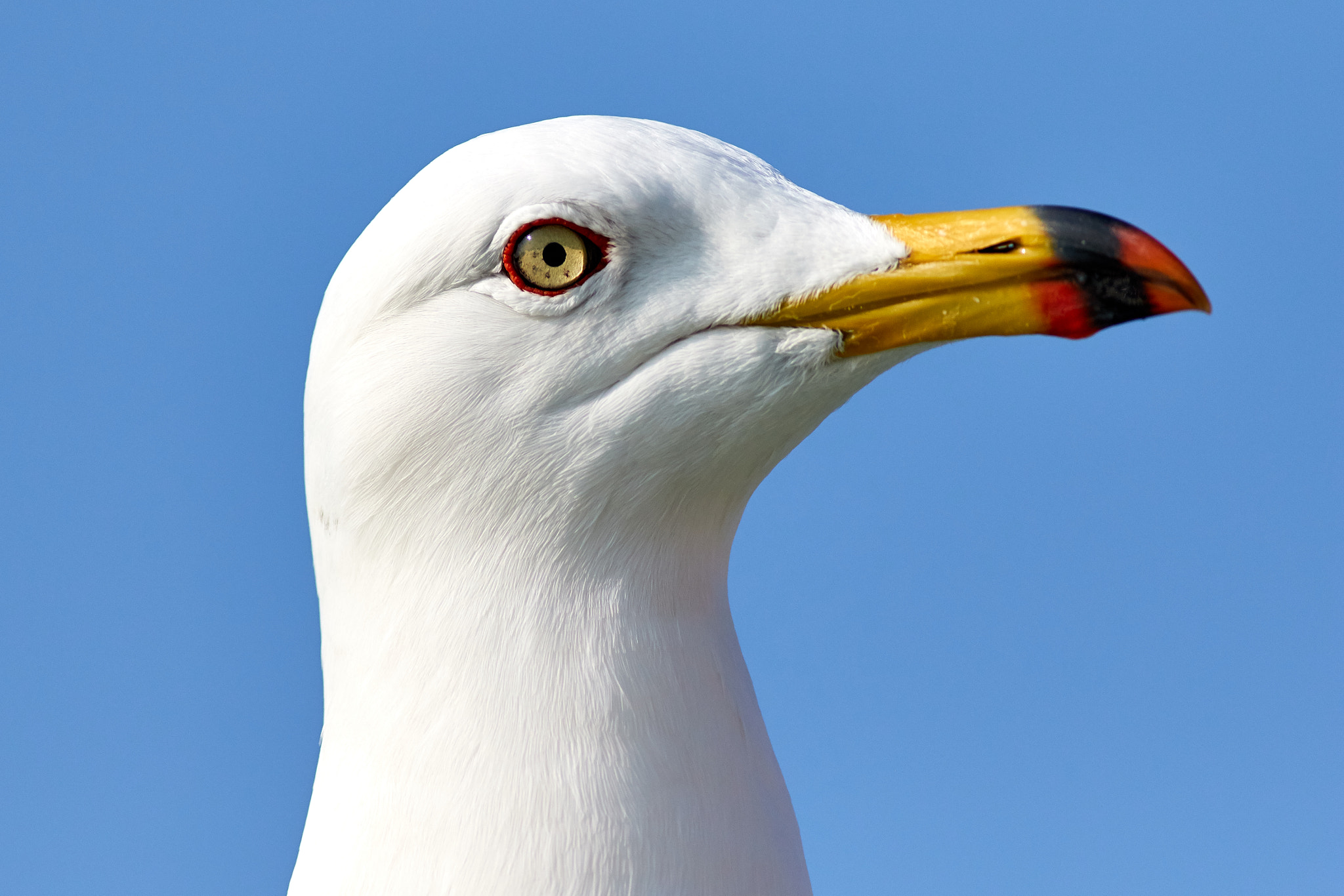